# Gabriel Pradal Gómez
Gabriel Pradal Gómez va ser un polític, periodista i arquitecte espanyol nascut en Almeria el 1891 i mort en l'exili al setembre de 1965.
Va ser el més gran de tretze germans nascuts en el si d'una acomodada família d'Almeria. El 1911 va marxar a Madrid per a estudiar arquitectura. Durant els anys universitaris escriu articles compromesos en la premsa social amb el pseudònim Pèricles García, fent-se les seves reivindicacions més virulentes a partir de 1918, amb l'auge del PSOE i la imminència de les eleccions. El seu suport explícit al PSOE es materialitza amb la seva afiliació el 1919. A partir d'aquest any tindrà una relació força estreta amb Pablo Iglesias. Va rebre els plànols que indicaven el lloc del Parc del Retiro on dos socialistes havien enterrat clandestinament el bust de Pablo Iglesias que Franco havia ordenat volar al final de la guerra. Aquest plànol va ser guardat per la família Pradal durant anys i lliurat a Alfonso Guerra, qui juntament amb altres militants del PSOE va localitzar i va recuperar el bust el 1979. És pare de Carlos Pradal i avi del compositor i director d'escena Vicente Pradal.
El 1931 es va presentar com a candidat a les corts constituents de la Segona República Espanyola i va resultar elegit diputat per Almeria, ciutat a la qual dedicarà part del seu esforç polític. Va ser reelegit a les eleccions generals espanyoles de 1936. Aquest mateix any, davant l'imminent aixecament de l'exèrcit a la seva província natal, reuneix a totes les forces d'esquerra de la capital en un Comitè Central Antifeixista i ordena l'enviament del canoner Lepanto, que aconsegueix sufocar la revolta.
Posteriorment, va ser nomenat comissari polític al cuirassat Jaime I, però amb l'inici de la Guerra Civil espanyola, va marxar a Barcelona com a tinent coronel d'enginyers. Mentre, la seva família romania a Rioja (Almeria) i després es disseminava entre París i Orà. Després del conflicte s'exiliarà a Tolosa de Llenguadoc, on va poder retrobar-se amb la resta de la seva família, el juliol de 1939. Allí no se li reconeix el títol d'arquitecte, de manera que ha de guanyar-se la vida com a delineant. Va mantenir l'activitat política durant tot el seu exili, participant en les corts de l'exili a Mèxic (1945) i Múnic (1962), i mantenint la vocalia a totes les executives d'UGT en l'exili, des de 1952 fins a la seva mort. Va tornar al periodisme aquest mateix any, dirigint El Socialista, al qual reprendria el pseudònim de Pericles García.
Va arribar a ser arquitecte municipal, degà i president del col·legi d'arquitectes de Madrid. Una de les seves obres més importants és l'ampliació de la Casa del Pueblo del PSOE a la capital d'Espanya, i la Institució Pablo Iglesias, on es va instal·lar la rotativa de El Socialista. En Almeria, cal destacar la Casa de Socors, projecte de casa burgesa de 1925, situada en el centre de la ciutat.
El règim franquista li va sancionar, com a molts altres arquitectes funcionaris del govern republicà, amb inhabilitació perpètua de l'exercici públic i privat de la professió.
Obra
- Comentarios de Pericles García (en castellà), 1967.

—  Ángel Berenguer (ed.). Comentarios de Pericles García. reedició de 1991.  Almeria: Instituto de Estudios Almerienses, p. 298. ISBN 978-8486862589.